# U.Be Love
『U.Be Love』（ユー・ビー・ラブ）は、大黒摩季2枚目のミニアルバムで3rdアルバム。1993年11月10日、東芝EMI / TM FACTORYから発売された。その後大黒の移籍に伴い、1994年4月1日にビーイングのレコードレーベルB-Gram RECORDSから再発売された。

## 概要
1stアルバム『STOP MOTION』に続く2枚目のミニアルバム。「別れましょう私から消えましょうあなたから」、「Harlem Night」の2曲のヒットシングルに加え、自身初のクリスマスソング「BLUE CHRISTMAS」を収録している。
東芝EMIとの契約枚数消化のために発表された作品であり、翌月には移籍先のB-Gram RECORDSからシングル「あなただけ見つめてる」を発表している。ちなみに、同じビーイングのWANDSも同時期にミニアルバムをリリース後に東芝EMIからB-Gram RECORDSに移籍している。
「君に愛されるそのために…」は、表記は無いが、ボーカルを録り直したアルバム・バージョンとなっている。
2019年12月31日に配信限定で2019年版リマスタリングバージョンが配信された。

## 収録曲
| 全作詞・作曲: 大黒摩季、全編曲: 葉山たけし。 |                                                                     |          |            |      |
| #                                            | タイトル                                                            | 作詞     | 作曲・編曲 | 時間 |
| 1.                                           | 「DELIGHT」                                                         | 大黒摩季 | 大黒摩季   | 3:58 |
| 2.                                           | 「U.Be Love」                                                       | 大黒摩季 | 大黒摩季   | 4:19 |
| 3.                                           | 「アレ・コレ考えたって…」                                           | 大黒摩季 | 大黒摩季   | 3:17 |
| 4.                                           | 「別れましょう私から消えましょうあなたから」(4thシングル)           | 大黒摩季 | 大黒摩季   | 5:03 |
| 5.                                           | 「君に愛されるそのために…」(3rdシングル「チョット」 のカップリング) | 大黒摩季 | 大黒摩季   | 4:31 |
| 6.                                           | 「Harlem Night」(5thシングル)                                       | 大黒摩季 | 大黒摩季   | 4:06 |
| 7.                                           | 「BLUE CHRISTMAS」(自身初のクリスマスソング)                        | 大黒摩季 | 大黒摩季   | 5:24 |
| 合計時間:                                    | 合計時間:                                                           | 30:35    |            |      |

## クレジット
- 長戸大幸 （Being）- プロデューサー
- 寺島良一 （Being）- ディレクター
- 中島正雄 （Being） - スーパーバイザー
- 鈴木謙一（Being） - アートディレクター
- 細野晋司 - フォトグラファー（ジャケット表以外）
- 吉田真佐男 - エグゼクティブ・プロデューサー

## 参加ミュージシャン
- 中村キタロー幸司 - ベース（#5）
- 上村義之 - ベース（#6）
- 広本葉子 - ローズ・ピアノ（#5）
- 小野塚晃 - オルガン（#5）
- 勝田一樹 - サックス（#4, 6）
- 澤野博敬 - トランペット（#6）
- 有澤健夫 - トランペット（#6）
- 野村裕之 - トロンボーン（#6）
- 古川真一 - コーラス（#7）
- 大黒摩季 - コーラス（全曲）
- 葉山たけし - コーラス（#6）、全インスト制作